# Limpopo (distrito)

localização do distrito de Limpopo em Moçambique

O distrito do Limpopo está situado na parte sul da província de Gaza, em Moçambique. A sua sede é a povoação de Nuvunguene. Este distrito foi criado pela Lei 3/2016, de 6 de Maio que reestruturou a divisão administrativa da área envolvente da cidade de Xai-Xai.
Tem limites geográficos, a norte com o distrito de Chibuto, a leste com os distritos de Chongoene e Xai-Xai, a sul com o Oceano Índico e a oeste é limitado pelo distrito de Bilene.

## Divisão Administrativa
O distrito está dividido em três postos administrativos: Chissano (transferido do distrito de Bilene), Chicumbane e Zonguene (transferidos do antigo distrito do Xai-Xai). São compostos pelas seguintes localidades:
- Posto Administrativo de Chissano:
  - Chikotane
  - Chimonzo
  - Chissano
  - Licilo

- Posto Administrativo de Chicumbane
  - Chicumbane
  - Chiridzene
  - Languene
  - Muamuasse
  - Muawasse
  - Muzingane
  - Nuvungueni

- Posto Administrativo de Zonguene: 
  - Chilaulane
  - Nhambanga
  - Novela
  - Zonguene